# Las Vegas Motor Speedway
Der Las Vegas Motor Speedway ist eine Rennstrecke auf einem 4,9 km² großen Komplex im Norden von Las Vegas in Clark County, Nevada. Er befindet sich im Besitz von Speedway Motorsports, Inc. mit Sitz in Charlotte, North Carolina.
Der Las Vegas Motor Speedway ist Basis für mehrere Rennteams. Seit März 2005 steht er an zwei Abenden in der Woche für private Beschleunigungsrennen zur Verfügung, um so eine Alternative zu den illegalen Aktivitäten auf der Straße zu bieten und die Sicherheit zu erhöhen.
Weiterhin nutzt die Las Vegas Metropolitan Police die Rennstrecke als Übungsgelände für ihr Fahrertraining.

## Geschichte

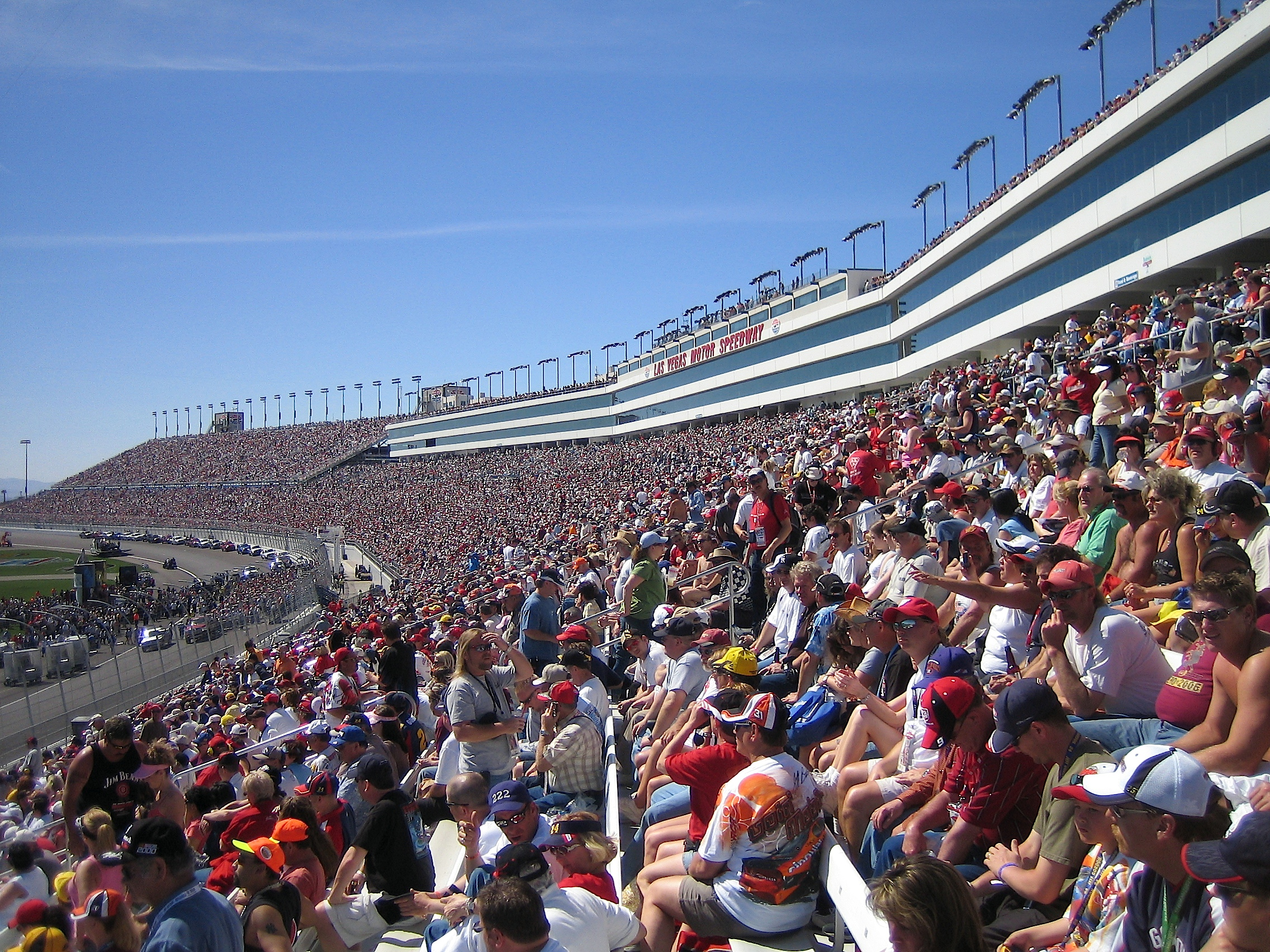
Über 100.000 Zuschauer im Jahre 2006

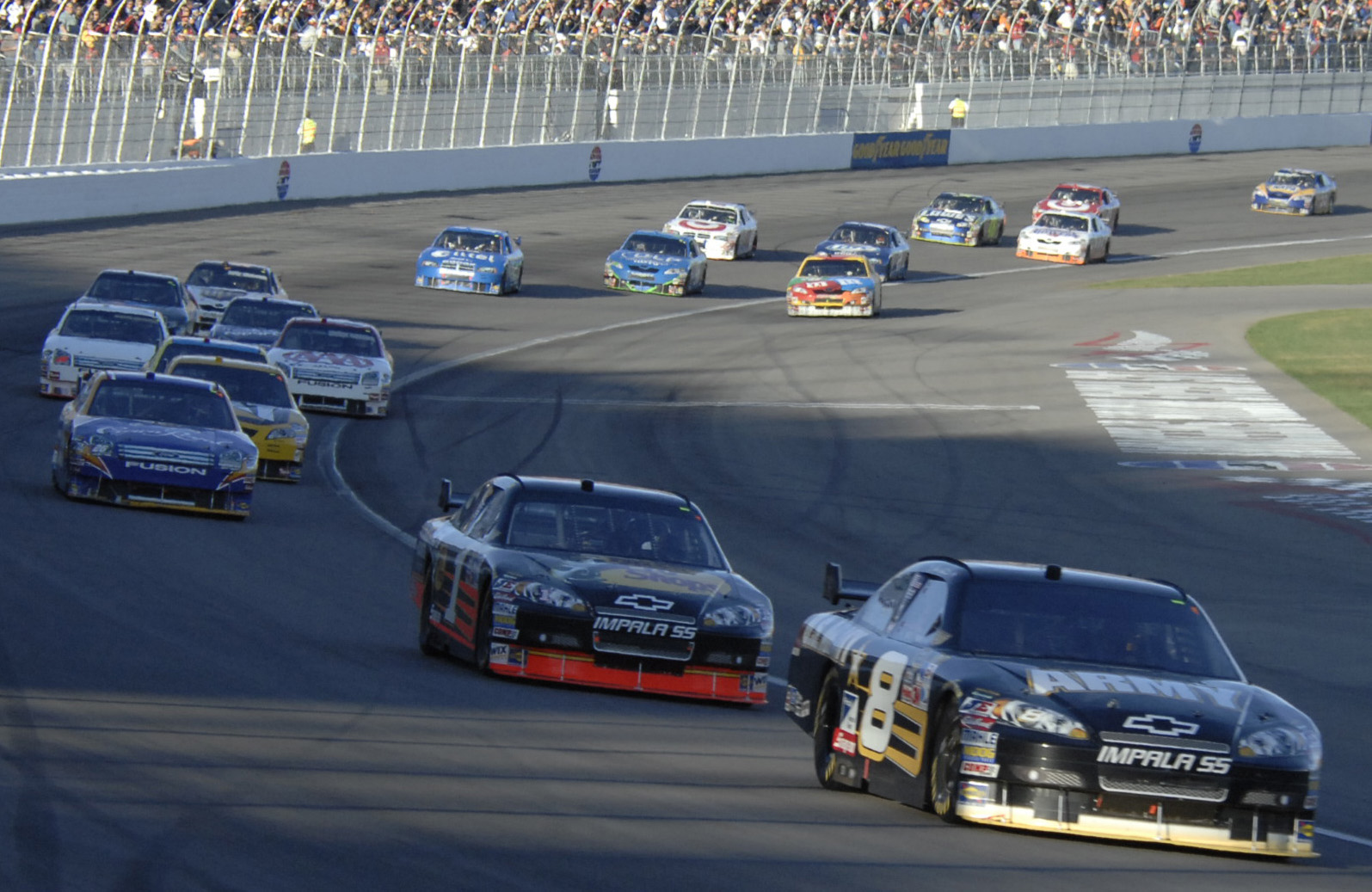
Mark Martin führt das Feld im Jahr 2008

Neben den Rennen der NASCAR-Rennserien war auch die Indy Racing League in den Jahren von 1996 bis 2000 auf dem Speedway zu Gast, ebenso wie die Champ-Car-Serie in den Jahren 2004 und 2005.
Im Jahr 2011 richtete die IndyCar Series ihr Finale in Las Vegas aus, wobei von der IndyCar Series fünf Autos für berühmte Fahrer anderer Serien zur Verfügung gestellt wurden. Hätte einer dieser Fahrer gewonnen, hätte er fünf Millionen Dollar Bonus-Preisgeld bekommen. Der einzige Fahrer, der diese Herausforderung annahm, war der im Rennen später tödlich verunglückte Dan Wheldon.
Der Las Vegas Speedway ist auch als „The Blue Oval“, „Das Blaue Oval“, bekannt, da die Rennen des NASCAR Sprint Cups häufig von Fahrern auf Ford-Rennwagen dominiert werden. Jimmie Johnson, Jeff Gordon und Sterling Marlin sind einige der ganz wenigen Fahrer, die ein Rennen mit einem nicht Ford-betriebenen Rennwagen gewonnen haben.
Eine weitere Bezeichnung ist auch „The House of Roush“, weil nahezu alle Fahrer von Roush Racing auf dem Las Vegas Speedway erfolgreich waren, darunter Matt Kenseth, Mark Martin und Jeff Burton.
In den Jahren von 1999 bis 2000 wurde die Winston No Bull 5 auf dem Speedway ausgefahren. Jeff Burton sicherte sich im Jahre 2000 das Preisgeld in Höhe von einer Million US-Dollar, ebenso wie Jeff Gordon im Jahr 2001. Die Sieger der Jahre 1999 mit Jeff Burton und 2002 mit Sterling Marlin hatten keinen Anspruch auf das Preisgeld, da sie die drei von vier hierfür notwendigen Rennen nicht gewinnen konnten.

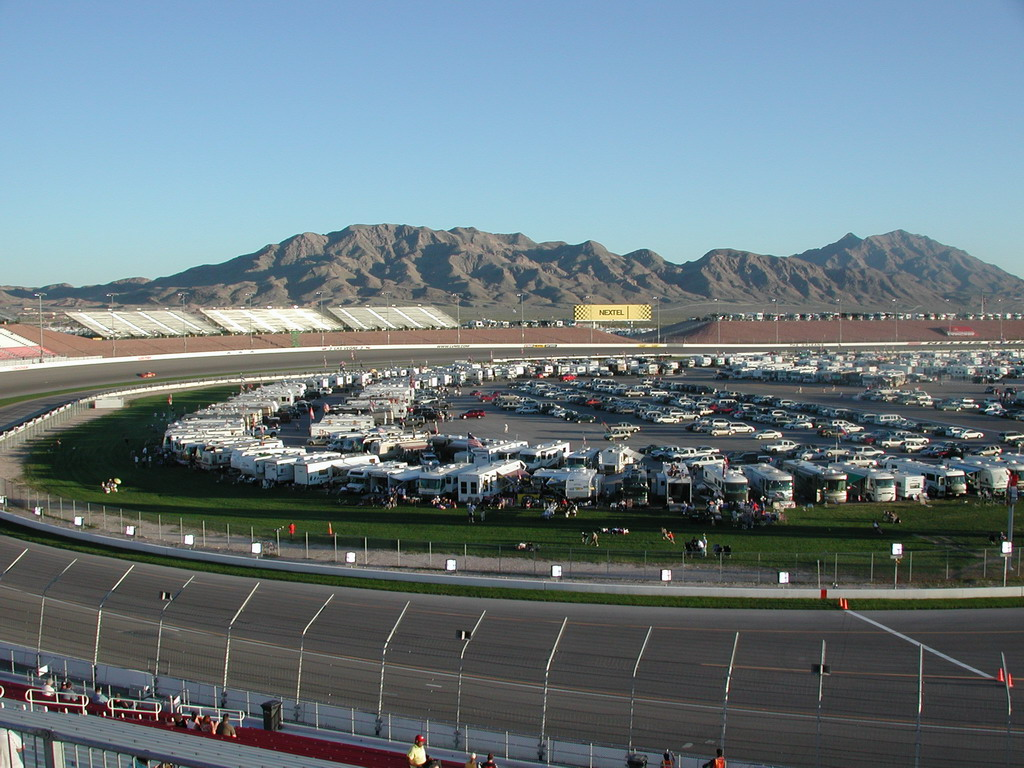
Der Motor Speedway mit Sicht auf die Berglandschaft Nevadas

Im Jahr 2006 wurden Pläne bekannt, wonach der Speedway nach dem Rennen das NASCAR Sprint Cup im März umkonfiguriert werden sollte. Dabei sollte eine progressive Überhöhung vorgenommen werden, das heißt, dass die Überhöhung zum Kurvenäußeren zunimmt. Damit sollte das Durchfahren der Kurven mit mehreren Wagen nebeneinander verbessert werden. Zusätzlich sollte ein neuer Fanbereich mit Namen „The Neon Garage“ errichtet und die Boxengasse erneuert werden, um so das Geschehen näher an die Fans zu bringen. Als weitere Ergänzung sollte das für Rennstrecken von Speedway Motorsports bekannte zusätzliche Oval mit einer Länge von einer halben Meile gebaut werden.
Am 8. August 2006 wurde die neu konfigurierte Rennstrecke wiedereröffnet. Die erste Fahrt in einem NASCAR-Rennwagen absolvierte der Champion von 2004 und aus Las Vegas stammende Kurt Busch. Das erste Rennen der NASCAR Nationwide Series gewann Jeff Burton, während Jimmie Johnson sich den ersten Sieg im Sprint Cup sicherte.
Am 16. Oktober 2011 ereignete sich auf dem Motor Speedway ein Massenunfall, in den 15 der 34 Starter involviert waren. Hierbei kam der zweifache Indy-500-Sieger Dan Wheldon ums Leben, drei weitere Fahrer wurden verletzt. Es war der erste Tote der Indy-Serie seit dem Unfall von Paul Dana 2006. Bereits am Vortag verunglückte der Fahrer James Jakes schwer, als sein Auto in eine Mauer einschlug und anfing zu brennen. Jakes wurde nicht verletzt.

## Veranstaltungen
Auf dem 1,5-Meilen-Oval:

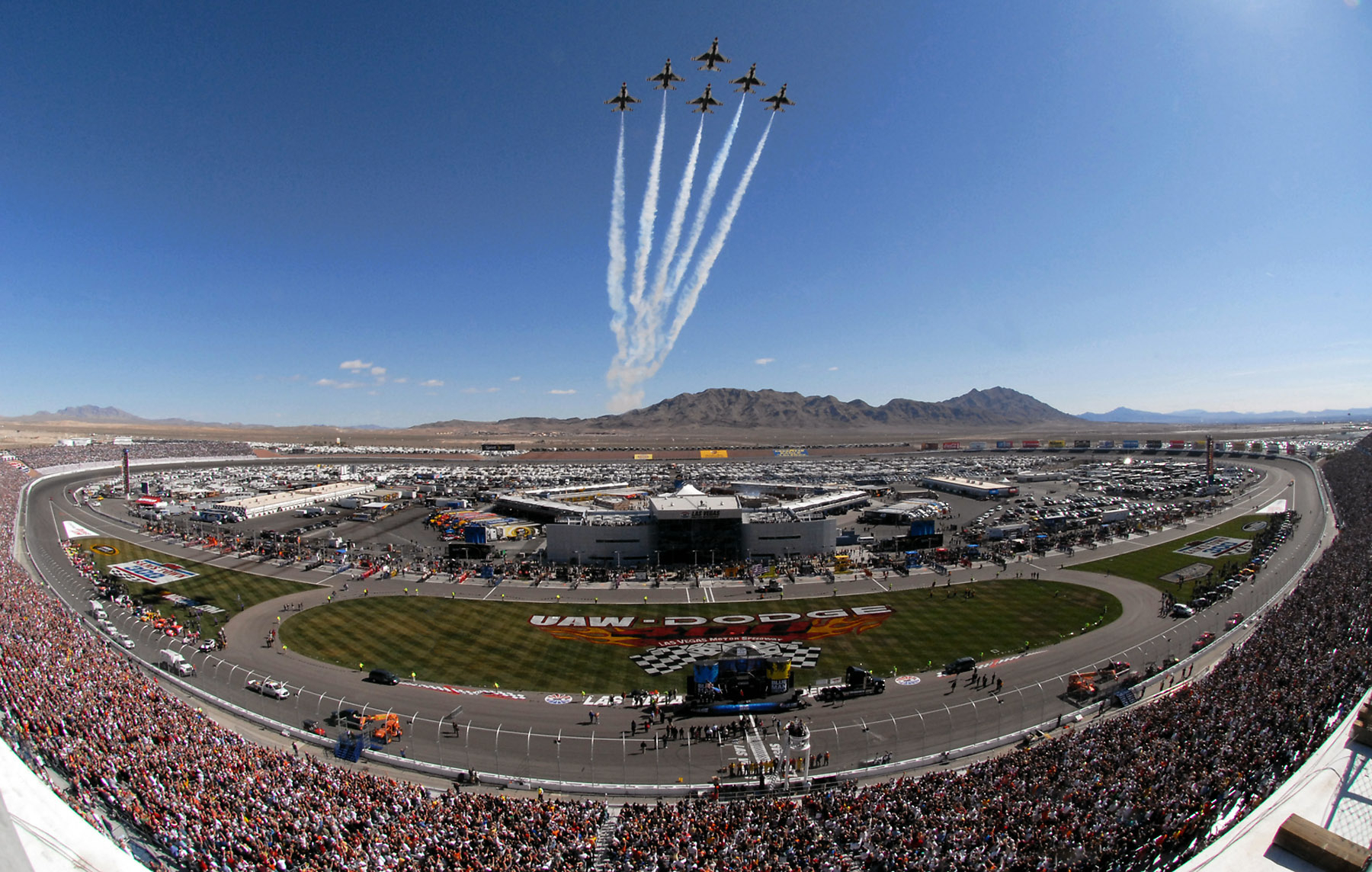
NASCAR-Sprint-Cup-Rennen auf dem Las Vegas Motor Speedway

- NASCAR Sprint Cup – Shelby American
- NASCAR Nationwide Series – Sam’s Town 300
- NASCAR Craftsman Truck Series – Qwik Liner Las Vegas 350

Auf dem Viertelmeilen-Offroad-Oval:
- diverse Offroad-Rennveranstaltungen

Auf der Viertelmeile-Beschleunigungsstrecke:
- Zwei NHRA-Veranstaltungen pro Jahr

## Rekorde
Die Neukonfiguration im Jahr 2006 erhöhte die Kurvenüberhöhung. Bei Tests vor der Saison 2007 wurden deutlich höhere Geschwindigkeiten erreicht, wobei Sprint-Cup-Fahrer inoffizielle Rundenschnitte von mehr als 185 mph erreichten.
- NASCAR Sprint Cup Qualifying: Kurt Busch, 27,498 s (196,378 mph), 2016
- NASCAR Sprint Cup Rennen: Mark Martin, 2:35:24 h (154,663 mph), 2014
- NASCAR Xfinity Series Qualifying: Greg Biffle, 28,830 s (192,300 mph), 2003
- NASCAR Xfinity Series Rennen: Jeff Burton, 2:13:13 h (135,118 mph), 2000
- NASCAR Craftsman Truck Series Qualifying: Mike Skinner, 30,326 s (178,065 mph), 2006
- NASCAR Craftsman Truck Series Rennen: David Starr, 1:37:03 h (135,394 mph), 2002